# Çulhalı, Hasanbeyli
Çulhalı là một xã thuộc huyện Hasanbeyli, tỉnh Osmaniye, Thổ Nhĩ Kỳ. Dân số thời điểm năm 2010 là 183 người.